# 173-я танковая бригада
173-я отдельная танковая Черкасская  бригада — танковая бригада Красной армии в годы Великой Отечественной войны. Сокращённое наименование — 173 тбр.

## Боевой и численный состав
Бригада сформирована по штатам №№ 010/345-010/352 от 15.02.1942 г.
- Управление бригады [штат № 010/345]
- 378-й отд. танковый батальон [штат № 010/346]
- 379-й отд. танковый батальон [штат № 010/346]
- 3-й отд. танковый батальон - включен в июле 1942 года
- Мотострелково-пулеметный батальон [штат № 010/347]
- Противотанковая батарея [штат № 010/348]
- Зенитная батарея [штат № 010/349] Рота управления [штат № 010/350]
- Рота технического обеспечения [штат № 010/351]
- Медико-санитарный взвод [штат № 010/352]

Директивой Зам. НКО № 12676/ш от  1942 г. (сентябрь - октябрь) бригада переформировывается по штатам №№ 010/240-010/248 от 06.09.1942 г.:
- Управление бригады [штат № 010/240]
- 378-й отд. танковый батальон [штат № 010/241]
- 379-й отд. танковый батальон [штат № 010/242]
- Моторизованный стрелково-пулеметный батальон [штат № 010/243]
- Истребительно-противотанковая артиллерийская батарея [штат № 010/244]
- Рота управления [штат № 010/245]
- Рота технического обеспечения [штат № 010/246]
- Медико-санитарный взвод [штат № 010/247]
- Зенитная батарея [штат № 010/248]

Директивой ГШКА № 994018 от 01.09.1942 г. переведена на штаты №№ 010/270-010/277 от 31.07.1942:
- Управление бригады [штат № 010/270]
- 1-й отд. танковый батальон [штат № 010/271]
- 2-й отд. танковый батальон [штат № 010/272]
- Мотострелково-пулеметный батальон [штат № 010/273]
- Истребительно-противотанковая батарея [штат № 010/274]
- Рота управления [штат № 010/275]
- Рота технического обеспечения [штат № 010/276]
- Медико-санитарный взвод [штат № 010/277]

## Подчинение
Периоды вхождения в состав Действующей армии:
- с 25.07.1942 по 26.08.1942 года.
- с 17.11.1942 по 24.03.1944 года.

| Дата          | Фронт (округ)                | Армия                 | Корпус               | Дивизия | Бригада | Примечания |
| ------------- | ---------------------------- | --------------------- | -------------------- | ------- | ------- | ---------- |
| 01.04.1942 г. | Сталинградский военный округ |                       |                      |         |         |            |
| 01.05.1942 г. | Сталинградский военный округ |                       |                      |         |         |            |
| 01.06.1942 г. | Сталинградский военный округ |                       |                      |         |         |            |
| 01.07.1942 г. | Сталинградский военный округ |                       |                      |         |         |            |
| 01.08.1942 г. | Сталинградский фронт         | 4-я танковая армия    | 22-й танковый корпус |         |         |            |
| 01.09.1942 г. | Московский военный округ     |                       |                      |         |         |            |
| 01.10.1942 г. | Московский военный округ     |                       |                      |         |         |            |
| 01.11.1942 г. | Московский военный округ     |                       |                      |         |         |            |
| 01.12.1942 г. | Воронежский фронт            |                       |                      |         |         |            |
| 01.01.1943 г  | Воронежский фронт            |                       |                      |         |         |            |
| 01.02.1943 г  | Воронежский фронт            |                       |                      |         |         |            |
| 01.03.1943 г. | Воронежский фронт            | 69-я армия            |                      |         |         |            |
| 01.04.1943 г. | Юго-западный фронт           | 3-я танковая армия    |                      |         |         |            |
| 01.05.1943 г. | Юго-западный фронт           | 57-я армия            |                      |         |         |            |
| 01.06.1943 г. | Юго-западный фронт           | 57-я армия            |                      |         |         |            |
| 01.07.1943 г  | Юго-западный фронт           | 57-я армия            |                      |         |         |            |
| 01.08.1943 г. | Юго-западный фронт           | 57-я армия            |                      |         |         |            |
| 01.09.1943 г. | Сталинградский фронт         | 57-я армия            |                      |         |         |            |
| 01.10.1943 г. | Сталинградский фронт         | 57-я армия            |                      |         |         |            |
| 01.11.1943 г  | 2-й Украинский фронт         | 57-я армия            |                      |         |         |            |
| 01.12.1943 г  | 2-й Украинский фронт         | 52-я армия            |                      |         |         |            |
| 01.01.1944 г  | 2-й Украинский фронт         | 52-я армия            |                      |         |         |            |
| 01.02.1944 г  | 2-й Украинский фронт         | 4-я гвардейская армия |                      |         |         |            |
| 01.03.1944 г  | 2-й Украинский фронт         |                       |                      |         |         |            |

## Командиры

### Командиры бригады
- Малик Трофим Фёдорович, подполковник, врио, 07.04.1942 - 15.07.1942 года.[1]
- Таламанов Николай Фёдорович, подполковник (30.07.1942 погиб в бою),22.07.1942 - 30.07.1942 года.[2]
- Походзеев Георгий Антонович, подполковник (направлен на учебу), 16.08.1942 - 11.10.1942 года.[3]
- Мишулин Василий Александрович, генерал-лейтенант (направлен на учебу), 12.10.1942 - 19.06.1943 года[4]
- Коротков Василий Павлович, подполковник, врио, 19.06.1943 - 06.07.1943 года.[5]
- Коротков Василий Павлович, подполковник, с 11.07.1943 полковник, ид, 06.07.1943 - 21.08.1943 года.
- Коротков Василий Павлович, полковник, 21.08.1943 - 25.03.1944 года.

### Начальники штаба бригады
- Гусаков Иван Матвеевич, капитан, 07.04.1942 - 05.07.1942 года.[6]
- Беляев Георгий Иванович, подполковник, 05.07.1942 - 09.02.1943 года.[7]
- Тиберков Иван Макарович, подполковник, 09.02.1943 - 10.08.1943 года.[8]
- Владимиров Леонид Андреевич, майор, 10.08.1943 - 00.03.1944 года.[9]

### Заместитель командира бригады по строевой части
- Малик Трофим Фёдорович, подполковник, 17.04.1942 - 15.08.1942 года.
- Коротков Василий Павлович, подполковник, 00.10.1942 - 03.07.1943 года.

### Начальник политотдела, заместитель командира по политической части
- Кузьмин Африкан Фёдорович, батальон. комиссар, с 20.11.1942 майор, с 16.06.1943 подполковник, 19.02.1942 - 24.03.1944 года.

## Награды и наименования
| Награда, наименование              | Дата                           | За что получена                                                                |
| ---------------------------------- | ------------------------------ | ------------------------------------------------------------------------------ |
| Почётное наименование "Черкасская" | Приказ ВГК от 14.12.1943 года. | В ознаменование одержанной победы и отличие в боях при освобождении г. Черкасы |

## Герои Советского Союза
- Кобец, Фёдор Семёнович, старший лейтенант, командир роты танков КВ 379-го отдельного танкового батальона.
- Лазарев, Фёдор Фёдорович, младший лейтенант, командир танка Т-34 378-го танкового батальона.
- Мельников, Анатолий Васильевич, младший лейтенант, командир взвода танков Т-34 379-го отдельного танкового батальона.